# Prueba de Ljung-Box
La prueba de Ljung-Box (llamada así por Greta M. Ljung y George Edward Pelham Box) es un tipo de prueba estadística de si un grupo cualquiera de autocorrelaciones de una serie de tiempo son diferentes de cero. En lugar de probar la aleatoriedad en cada retardo distinto, esta prueba la aleatoriedad "en general" basado en un número de retardos, y por lo tanto es una Prueba Portmanteau.
Esta prueba también es conocida como la prueba Q de Ljung-Box, y está estrechamente relacionada con la prueba de Box-Pierce (que lleva el nombre de George E. P. Box y David A. Pierce). De hecho, la prueba estadística de Ljung-Box fue descrito de manera explícita en el paper que dio lugar a la utilización de la estadística de Box-Pierce, y del cual toma su nombre. La prueba estadística de Box-Pierce es una versión simplificada de la estadística de Ljung-Box para los cuales los estudios de simulación posteriores han demostrado un rendimiento deficiente.
La prueba de Ljung-Box se aplica ampliamente en la econometría y otras aplicaciones de análisis de series temporales. Una evaluación similar también puede llevarse a cabo con la prueba de Breusch-Godfrey y la prueba de Durbin-Watson.

## Definición formal
La prueba de Ljung-Box se puede definir de la siguiente manera.
H0: Los datos se distribuyen de forma independiente (es decir, las correlaciones en la población de la que se toma la muestra son 0, de modo que cualquier correlación observada en los datos es el resultado de la aleatoriedad del proceso de muestreo).
Ha: Los datos no se distribuyen de forma independiente.
La estadística de prueba es:
{\displaystyle Q=n\left(n+2\right)\sum _{k=1}^{h}{\frac {{\hat {\rho }}_{k}^{2}}{n-k}}}
donde n es el tamaño de la muestra, {\displaystyle {\hat {\rho }}_{k}} es la autocorrelación de la muestra en el retraso k y h es el número de retardos que se están probando. Por nivel de significación α, la región crítica para el rechazo de la hipótesis de aleatoriedad es
{\displaystyle Q>\chi _{1-\alpha ,h}^{2}}
donde {\displaystyle \chi _{1-\alpha ,h}^{2}} es la α- cuantil de la distribución chi-cuadrado con h grados de libertad.
La prueba de Ljung-Box se utiliza comúnmente en autorregresivo integrado de media móvil de modelado (ARIMA). Tenga en cuenta que se aplica a los residuos de un modelo ARIMA equipada, no en la serie original, y en tales aplicaciones, la hipótesis de hecho objeto del ensayo es que los residuos del modelo ARIMA no tienen autocorrelación. Al probar los residuales de un modelo ARIMA estimado, los grados de libertad deben ser ajustados para reflejar la estimación de parámetros. Por ejemplo, para un modelo ARIMAa (p,0,q), los grados de libertad se debe establecer en {\displaystyle h-p-q}.

## Box-Pierce test
El test de Box-Pierce utiliza la prueba estadística con la notación que se indica anteriormente, dada por
{\displaystyle Q_{\text{BP}}=n\sum _{k=1}^{h}{\hat {\rho }}_{k}^{2},}
Y utiliza la misma región crítica como se ha definido anteriormente.
Los estudios de simulación han demostrado que el estadístico de Ljung-Box es mejor para todos los tamaños de las muestras incluidas las pequeñas empresas.